# Тарасов, Пётр Иванович
Пётр Иванович Тарасов (укр. Петро Іванович Тарасов; 13 ноября 1926, УССР) — украинский советский кинематографист, директор кинокартин, кинопродюсер. Член Союза кинематографистов УССР.

## Биография
Родился 13 ноября 1926 года в крестьянской семье.
В 1962 году окончил Харьковский институт культуры.
В 1970 году окончил экономический факультет Всесоюзного государственного института кинематографии (ВГИК).
С 1971 года работал на Киевской киностудии имени Довженко. Руководил съёмочными группами.
Был директором картин режиссёров: Анатолия Буковского, Николая Засеева-Руденко, Василия Ильяшенко, Юрия Ильенко, Николая Малецкого, Николая Мащенко, Бориса Савченко, Сильвии Сергейчиковой, Руфата Шабанова (Азербайджан).
Самый кассовый фильм, в создании которого он принимал участие - "Белая птица с черной отметиной". Один из значимых фильмов украинского поэтического кино 1970-х годов. Занимает 8-е место в списке ста лучших украинских фильмов по версии кинокритиков, составленном в 2021 году.

## Фильмография
Директор фильмов (продюсер):
- 1990 — Меланхолический вальс
- 1983 — Тайна корабельных часов - 5 млн зрителей.[2]
- 1980 — Странный отпуск
- 1975 — Побег из дворца - 1,5 млн зрителей.[2]
- 1971 — Белая птица с чёрной отметиной - 10,5 млн зрителей.[2][3]